# Pověst o neviditelném městě Kitěži a panně Fevronii
Pověst o neviditelném městě Kitěži a panně Fevronii (rusky Сказание о невидимом граде Китеже и деве Февронии) je opera Nikolaje Rimského-Korsakova ve 4 dějstvích, 6 obrazech, na skladatelovo vlastní libreto, vytvořená ve spolupráci s Vladimírem Bělským podle legendy z konce 18. století o městě Kitěži. Premiéra opery se konala 7. (20.) února 1907 na scéně Mariinského divadla v Petrohradě.

## Okolnosti vzniku
Myšlenka na napsání opery na téma města Kitěže dlouho před jejím uskutečněním. Ve svých "Letopisech o mém hudebním životě" autor vzpomíná, jak v zimě 1898/1899 a v roce 1900 se svým libretistou V. I. Bělským hovořil o "legendě o «Neviditelném městě Kitěži» v souvislosti s pověstí o sv. Fevronii Muromské. Od té chvíle jej myšlenky na napsání opery tento námět neopouštěly a dělal si k ní skicy. V dopise V. I. Bělskému z 31. května 1901 například píše:
| „                                     | „Я пересматривал свои затеи для «града Китежа» и многим остался ужасно доволен, хотя все это ничтожные отрывки. Мне ужасно хочется ими заняться. Я принимаюсь за «Навзикаю» только потому, что Вы мне ничего не даёте. Не думайте о «Навзикае», пришлите что-нибудь для «Китежа», а также сценарий...“ . | "Procházel jsem své nápady k "městu Kitěži" a mnohé mne opravdu potěšily, byť to byly jen nepodstatné fragmenty. Opravdu na nich chci pracovat. Námět „Nausikaá“ zvažuji jen proto, že mi nic jiného nedáváte. V „Nausikaá“ však nedoufejte, pošlete něco pro Kitěž, a také scénář... “ | “ |
| — Nikolaj Andrejevič Rimskij-Korsakov | | |   |

K tvorbě opery však nemohl přikročit ihned kvůli chybějícímu libretu, v souvislosti s nímž opakovaně popoháněl svého libretistu, jako například v dopise ze dne 27. září 1902:
Uběhl téměř rok, než mohl Rimskij-Korsakov v létě 1903 začít pracovat na tvorbě hudby. Společná práce skladatele a libretisty probíhala ústně, proto se o ní nedochovaly prakticky žádné materiály. Lze však s jistotou tvrdit, že ve všech fázích zpracování děje skladatel zkoumal všech podrobností a výsledný text neobsahoval „ani jeden záměr, který by skladatel neschválil“  V téže době měli blízcí přátelé Rimského-Korsakova pocit, že před jejich očima probíhá tvorba díla zvláštní hloubky etických otázek, avšak vysoké nároky na vznikající dílo způsobily, že se skladatel cítil otráveně.  Od začátku aktivní tvůrčí práce na opeře postupovalo komponování hudby poměrně rychle. V červenci 1904 byl dokončen náčrt, v říjnu 1904 byla orchestrace a současně byla podepsána dohoda s Beljajevovou firmou o zveřejnění partitury opery. Na jaře roku 1906 byly zahájeny práce na učení opery v Mariinském divadle. Premiéra se konala 7. února 1907 (tento den se shodoval se dnem voleb do II. Státní dumy)  a měla ohromující úspěch.

## Představení
Při prvním zkoumání námětu budoucí opery přemýšlel skladatel o dvou různých lidových pověstech - o neviditelném městě Kitěži a o svaté Fevronii z Muromi. Cit autorů v nich zachytil něco podstatného, co je spojilo. Jako V. A. Bělskij v předmluvě ke zveřejnění partitury „rysy rozptýlené v těchto pramenech nestačí pro rozsáhlou a složitou jevištní práci. Z tohoto důvodu byly nutné četné a dalekosáhlé dodatky, které však autor považoval pouze za pokus uhodnout celek, ukrytý v hlubinách národního ducha, z jednotlivých fragmentů a náznaků. “ Další vývoj pozemku byl prováděn pomocí obrovské sady různých materiálů. Ve výsledku se zrodilo dílo, ve kterém „neexistuje jediná maličkost, která by tak či onak nebyla inspirována rysem jakékoli legendy, verše, spiknutí nebo jiného ovoce ruského lidového umění“.  Mezi zdroje textu patřily:
- „Kitěžský kronikář“, který uvedl Meledin, a který byl vytištěn v Bessonovových poznámkách ke 4. vydání Kirejevského sbírky písní, existují také různé ústní legendy o neviditelném městě Kitež;
- Příběh Petra a Fevronie z Muromi;
- Příběh smutku-neštěstí;
- P. A. Melnikov-Pečerskij - V lese, román;
- Ipaťjev a Laurentian Chronicles;
- V. G. Korolenko - "Svetlojar", skica;
- A. N. Majkov - Poutník, dramatická skica.

V cizině:

## Zajímavosti
| Part                                                                                      | Premiéra 7. února 1907 v Mariinském divadle v Petrohradě,dirigent Felix Blumenfeld | Premiéra 15. února 1908 ve Velkém divadle v Moskvě, dirigent Václav Suk |
| ----------------------------------------------------------------------------------------- | ---------------------------------------------------------------------------------- | ----------------------------------------------------------------------- |
| Kníže Jurij Vsevolodovič (bas)                                                            | I. F. Filippov                                                                     | V. R. Petrov                                                            |
| Kňažich Vsevolod Jurjevič (tenor)                                                         | A. M. Labinskij                                                                    | N. A. Rostovskij                                                        |
| Fevronie (soprán)                                                                         | M. N. Kuzněcovová-Benois                                                           | N. V. Salinová                                                          |
| Griška Kuterma (tenor)                                                                    | I. V. Jeršov                                                                       | A. P. Bonačič                                                           |
| Fjodor Pojarok (baryton)                                                                  | V. Z. Šaronov                                                                      | G. A. Baklanov                                                          |
| Chlapec (mezzosoprán)                                                                     | M. E. Markovič                                                                     | E. G. Azerskaja                                                         |
| Nejlepší lidé: první (tenor)                                                              | V. L. Karelin                                                                      | Stěfanovič                                                              |
| Nejlepší lidé: druhý (bas)                                                                | N. Z. Klimov                                                                       | V. Z. Ťuťunnik                                                          |
| Guslar (bas)                                                                              | V. A. Kastorskij                                                                   | N. P. Čisťakov                                                          |
| Medvěd (tenor)                                                                            | G. P. Ugrinovič                                                                    | Iljuščenko                                                              |
| Žebrák-zpěv (baryton)                                                                     | N. F. Markevič                                                                     | A. N. Komarovskij                                                       |
| Tatarský bohatýr Burundaj (bas)                                                           | NA. T. Serebrjakov                                                                 | Z. E. Trezvinskij                                                       |
| Tatarský bohatýr Bedjaj (bas)                                                             | A. Z. Grigorovič                                                                   | H. V. Tolkačev                                                          |
| Rajský pták Sirin (soprán)                                                                | N. A. Zabela-Vrubelova                                                             | M. G. Cybuščenko                                                        |
| Rajský pták Alkonost (kontraalt)                                                          | E. A. Zbrueva                                                                      | Z. A. Sinicyna                                                          |
| Knížecí lukostřelci, poezžané, domraby, nejlepší lidé, chudí bratři a další lidé. Tataři. |                                                                                    |                                                                         |

- Myšlenka k napsání opery vznikla u Rimského-Korsakova v době, kdy pracoval na opeře Pohádka o caru Saltánovi.
- Rimskij-Korsakov na "Kitěž" pohlížel jako na vrchol své práce a nějakou dobu uvažoval o tom, že vydání a uvedení opery umožní až po své smrti.
- Tato opera je vzácným příkladem trojitého zvýšení zvuku (tři křížky). Znak je v partituře použit asi 220 x.
- V době carského Ruska bylo přísně zakázáno uvádět na jeviště světce, proto se zpočátku hrdinka opery jmenovala Aljonuška, avšak pro operu Rimského-Korsakova byla udělena výjimka a hrdinka si zachovala jméno Fevronie.
- V díle se vyskytují postavy, jako jsou tajemní rajští ptáci - Sirin a Alkonost. Ti jsou také zobrazeny na slavném obrazu V. M. Vasněcova „Sirin a Alkonost. Píseň radosti a smutku “(1896), která pravděpodobně inspirovala autory opery k zahrnutí těchto postav do zápletky.
- Na hudbu části opery - slavné „Bitva u Keržeňce“ - byl v roce 1971 natočen stejnojmenný animovaný film. Jeho režiséry byli Ivan Ivanov-Vano a Jurij Norštejn.
- Hudba třetího dílu opery byla použita v dokumentu Nikolaje Vitaljeviče Makarova „Moře se rozlilo doširoka“ (rusky "Раскинулось море широко", Lennaučfilm, 1987) věnovaný historii města Mologa, zaplavené vodami Rybinské přehrady.

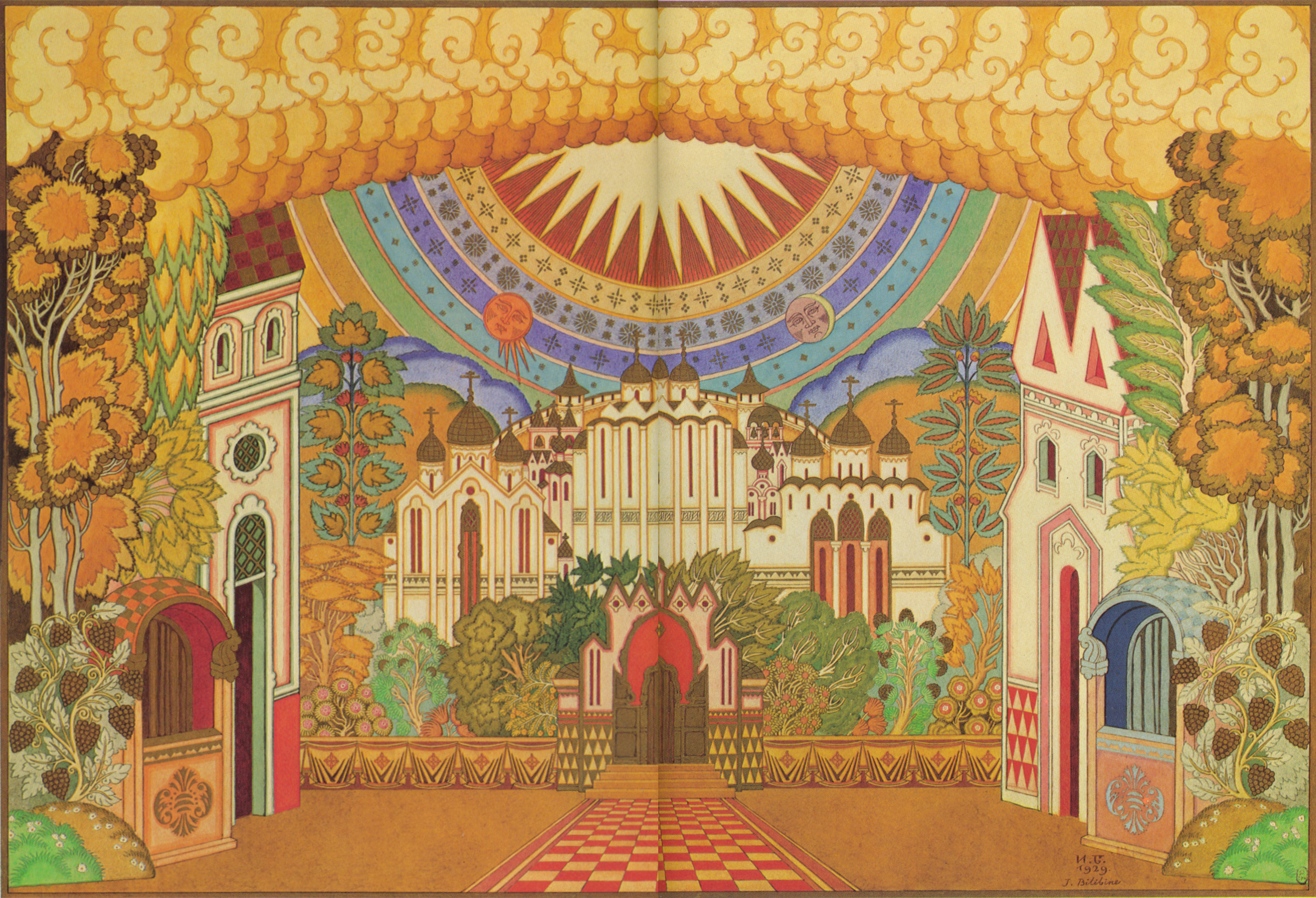
I. J. Bilibin. Scéna pro operu „Pověst o neviditelném městě Kitěži a panně Fevronii“, 1929

- 7. února 1907 - Mariinské divadlo (dirigent Felix Blumenfeld, rež. Vasilij Škafer, výprava Konstantin Korovin a Vasněcov; Jurij Vsevolodovič - Ivan Burkhardt, Vsevolod - Andrej Labinskij, Fevronie - Marija Kuzněcovová-Benois, Griša Kuterma - Ivan Jeršov, Fjodor Pojarok - Vasilij Šaronov, chlapec - Marija Markovičová, Medvedčikov - Grigorij Ugrinovič, Cygnus - Ivan Grigorovič, Burunday - Konstantin Serebrjakov, Sirin - Nadežda Zabela-Vrubel, Alkonost - Jevgenija Zbrujevová, Gusljar - Vladimir Kastorskij);
- 1908 - Velké divadlo (dirigent Václav Suk, rež. Iosif Lapickij, výprava Korovin, Michail Klodt, Vasněcov; Jurij Vsevolodovič - Vasilij Petrov, Vsevolod - Nikolaj Rostovskij, Fevronie - Nadežda Salinová, Griška Kuterma - Anton Bonačič, Pojarok - Georgij Baklanov, Otrok - Jelizaveta Azerskaja, Burunday - Stěpan Trezvinskij);
- 1916 - Velké divadlo, znovuotevření, (dirigent Václav Suk, rež. Pjotr Olenin, výprava Korovin, Klodt, Vnukov a Petrov).
- 15. listopadu 1918 - Petrohradské divadlo opery a baletu (dirigent Coates, dir. Melnikov, výprava Korovin, Ovčinnikov a Vnukov; Jurij Vsevolodovič - Filippov, Vsevolod - Bolšakov, Fevronie - Nikolajevová, Griška Kuterma - Jeršov, Pojarok - Andrejev, Medvedčik - Ugrinovič, Bedjaj - Beljanin, Burunday - Grigorovič, Sirin - Kovalenko, Alkonost - Paninová, Gusljar - Grocholskij)
- 1926 - Velké divadlo (dirigent Suk, post. Rappoport, výprava Korovin, Klodt, Vasněcov; Jurij Vsevolodovič - V. Petrov, Vsevolod - Bogdanovič, Fevronie - Deržinskaja, Griška Kuterma - Ozerov, Pojarok - Savranskij, Otrok - Antarovová, Gusljar - Norcov, Bedjaj - Lubencov, Sirin - Katuľskaja, Alkonost - Petrovová);
- 1934 - Velké divadlo (dirigent Golovanov, rež. Nardov, výprava Korovin a Fjodorov, sborm. Havránek, Jurij Vsevolodovič - Michajlov, Vsevolod - Fedotov, Fevronie - Kruglikovová, Griška Kuterma - Ozerov, Pojarok - I. Burlak (Strelcov)).
- 1955 - koncertováno v Moskvě (dirigent Samosud) a Leningradu (dirigent Grikurov).
- 1958 - Divadlo opery a baletu S. Kirova (dirigent Jelcin, rež. Sokovnin, malíř Junovičová, sborm. A. Michajlov).
- 1949 - Divadlo opery a baletu Lotyšské SSR (dirigent Glazup, scéna Vasiljev, art. Lapin, sborm. Vanag); 1962, tamtéž.
- 1983 - Velké divadlo SSSR (dirigent E. F. Svetlanov, režisér R. A. Tichomirov, výprava I. Z. Glazunov a N. A. Vinogradova-Benois, Fevronie - G. Kalinin).
- 2001 - Mariinské divadlo (dirigent - Valery Gergiev)
- 2008 - Velké divadlo (dirigent - Alexander Vedernikov)
- 15. dubna 2018 - Státní divadlo opery a baletu P. I. Čajkovském, Iževsk, (dirigent - Nikolaj Rogotnev, režisér - Nikolaj Markelov, scénografie a kostýmy - Sergei Novikov, Fevronie - Natalia Makarovová, princ Jurij - Andrey Kakoškin, princ Vsevolod - Maxim Gavrilov, Griška Kuterma - Alexey Gorodilov, Fjodor Pojarok - Jurij Ivšin, Otrok - Love Dobryninová, Medvedčik - Anatoly Pavlov, Bedjaj - Jurij Puršev, Burunday - Alexander Dimitrov, Sirin - Olga Solovjova, Alkonost - Irina Samoilova, Gusljar - Ivan Slepuchov, orchestr, sbor a balet Čajkovského divadla opery a baletu.)

- Barcelona (2. ledna 1926, v ruštině)
- Londýn (1926, koncertní vystoupení v ruštině, Covent Garden)
- Paříž (1926, koncertní vystoupení v ruštině; 1929, v ruštině)
- Riga (1926)
- Buenos Aires (1929, v ruštině)
- Milán (1933, La Scala)
- Brno (1934)
- Duisburg (1935)
- Záhřeb (1935)
- Filadelfie a New York (1936, v ruštině)
- Kaunas (1936)
- Berlín (1937)
- Praha (1938)
- Brusel (1939, koncertní vystoupení v ruštině)
- Londýn (1951, koncert - dirigent Dobrovajn)
- Milán (1951, La Scala, dirigent Dobrovajn, rež. Dobrovajn)
- Řím (1960) a další.
- 2012 - Holandská opera, Amsterdam. režisér a scénograf - Dmitrij Čerňakov
- 2014 - Liceo, Barcelona. režisér a scénograf Dmitrij Čerňakov